# Dawn Cressman
Dawn Cressman (Corner Brook, 4 marzo 1980) è un'ex cestista canadese.

## Carriera
Con il Canada ha disputato i Campionati americani del 2005.